# Isdera
Isdera (Ingenieurbüro für Styling Design und Racing) – marka jednego z producentów najdroższych i najszybszych samochodów na świecie. Jest on produkowany w bardzo niewielkich ilościach przez firmę z Hildesheim, Niemcy. Zalicza się do tzw. supersamochodów.
Od 1983 zostało sprzedanych 70 samochodów Isdera. Natomiast od 1993 liczba sprzedanych samochodów jest tajemnicą korporacji i dane na ten temat nie są udostępniane. Ostatni potwierdzony pojazd, który został wyprodukowany przez Isderę to Isdera Silver Arrow C112i (1999). Na logo tej marki znajduje się czarny orzeł na niebieskim tle.
W 2016 roku założyciel marki Eberhard Schulz sprzedał ją koncernowi Sinfonia Automotive AG. który zbudował samochód elektryczny „Commendatore GT” dla chińskiego partnera.
W kwietniu 2025r. właściciel złożył do sądu wniosek o upadłość firmy.

## Historia
Przedsiębiorstwo zostało założone w 1969 przez Eberharda Schulza w Leonberg, Niemcy. Jego pierwszym prototypem był samochód Isdera Erator GTE częściowo wzorowany na Porsche i Mercedes-Benz C111, został zbudowany w 1969. Innymi pojazdami produkowanymi w historii są: Isdera Spyder 036i (1983), Isdera Imperator 108i (1984) oraz Isdera Commendatore 112i. Każdy model został odsłonięty na wystawie w Geneva Motor Show, Szwajcaria. Eberhard Schulz 30 listopada 1983 zarejestrował firmę. Firma Isdera od 1993 roku nie podaje do publicznej wiadomości stanu sprzedaży swoich samochodów. Od 1983 sprzedano łącznie 73 pojazdów według strony oficjalnej producenta. Samochody marki Isdera są najrzadziej spotykanymi autami na świecie.

## Wszystkie modele i lata produkcji

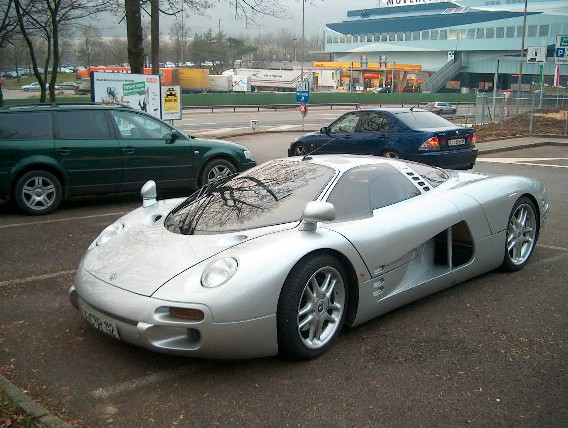
Isdera Silver Arrow C112i (1999)

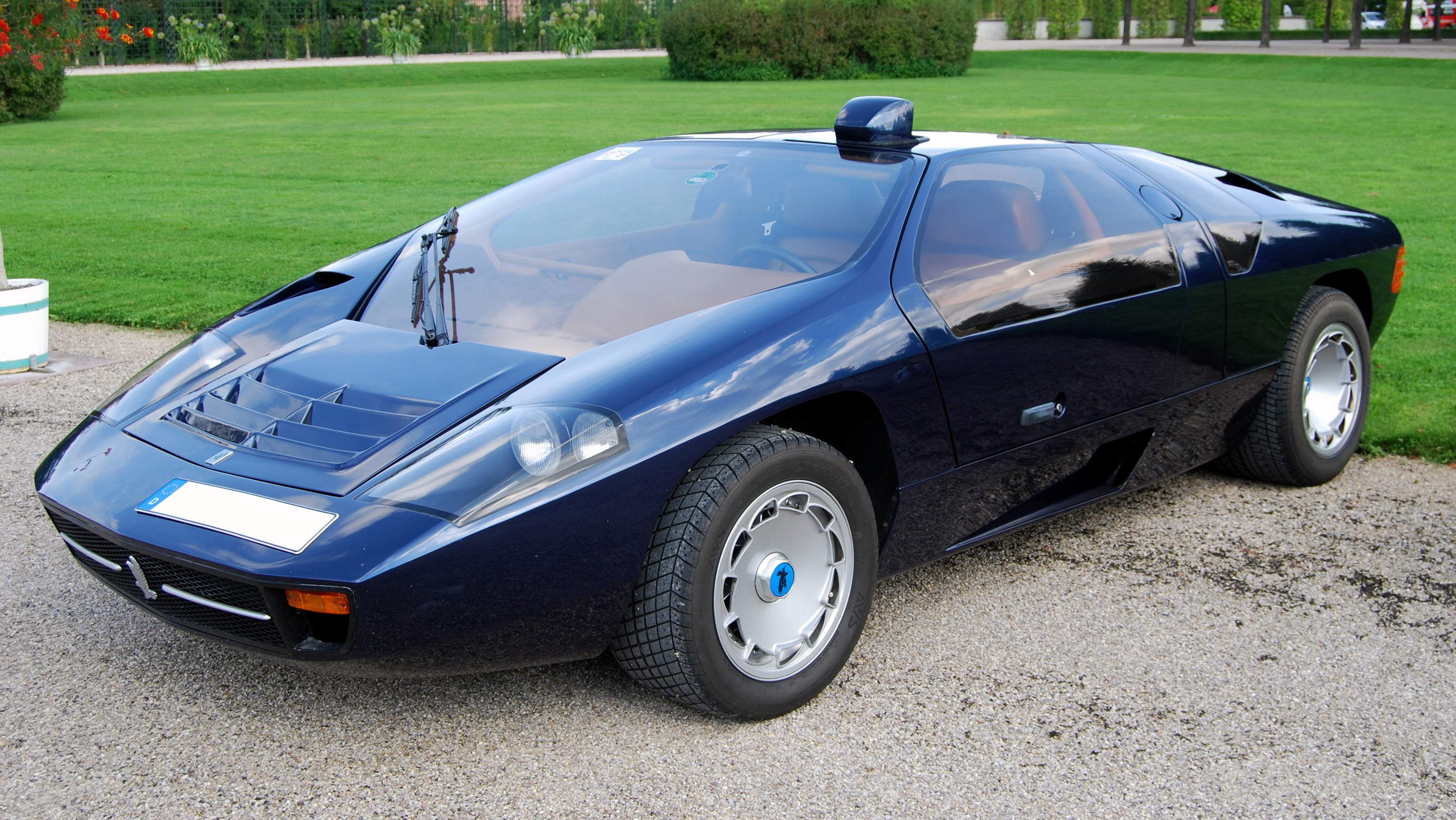
Isdera Imperator 108i (1984)

- 1968–1969: Isdera Erator GT
- 1972–1978: Isdera CW 311
- 1982–1986: Isdera Spyder 033-16
- 1982–1992: Isdera Spyder 036i
- 1984–1992: Isdera Imperator 108i
- 1993: Isdera Commendatore 112i
- 1999: Isdera Silver Arrow C112i
- 2006: Isdera Autobahnkurier 116i

## Charakterystyka modeli
- Isdera Spyder 036i (1982)

Najmniejszy z modeli firmy Isdera, oferowany wyłącznie jak roadster ze starszymi technologicznie silnikami Mercedesa pochodzącymi z limuzyn. Silnik 3.0 l o mocy 231 KM pochodzący z modelu SL (R129) lub za dopłatą o zwiększonej mocy 295 KM. W 1992 roku oferowany był za cenę 200 000 marek niemieckich, czyli plasował się w przedziale cenowym: Mercedesa 600SEL (W140) lub Porsche 911 Turbo.
- Isdera Imperator 108i (1984)

W chwili debiutu na rynku niemieckim kosztował 400 000 marek niemieckich, a więc był jednym z najdroższych pojazdów w swojej klasie. Imperator był już zaawansowanym technicznie pojazdem korzystającym z klasycznych rozwiązań seryjnych modeli Mercedesa. W wypadku Imperatora był to zastosowany silnik V8 z modelu W126 o pojemności 5.0 l i mocy 252 KM do 6.0l i mocy 420 KM zapożyczony z SL. Istniała również możliwość zwiększenia mocy silnika 5.0l poprzez powiększenie jego pojemności, tym razem silnik mógł mieć pojemność 6.0l i moc ponad 400 KM. Osiągał więc parametry jak modele z silnikami V12 w wypadku dużych limuzyn Mercedesa z lat 90, zachowując lekkość silnika V8.
- Isdera Commendatore 112i (1993)

Najszybszy supersamochód w historii przedsiębiorstwa jest produkowany od 1993. Ten z silnikiem Mercedes-Benz 48V – V12 o pojemności 6,0 litrów, ważący 1575 kg, osiąga 100 km w 4.8 s a max. prędkość 342 km/h (212 mph). Napęd na tylne koła, silnik o mocy 408 KM (300 kW / 402 hp), 6-biegowa skrzynia wykonana specjalnie przez Mercedesa na życzenie firmy Isdera. Commendatore jest bardzo niski, jego wygląd przypomina kształtem kulę. Zarówno drzwi, jak i maska silnika otwiera się do góry co jest dosyć rzadkie nawet w sportowych samochodach. W czasie bardzo szybkiej jazdy specjalne sensory obniżają maszynę o 76 mm 3 cale w celu ułatwienia kontroli nad pojazdem. Pierwszy taki model został sprzedany do USA w 1993 roku za 466 000 USD. Isdera Commendatore 112i został zaprezentowany w grze wideo Need for Speed II SE.
Istnieje jeszcze mocniejsza wersja Commendatore 112i.
- Isdera Commendatore 112i 6.9 (2000)

Commendatore z jeszcze mocniejszym silnikiem V12 powiększonym do 6.9l ma 620 KM, bardziej opływowe nadwozie i dodatkowo zredukowaną masę. Samochody o zbliżonych parametrach do tego modelu w latach kiedy był produkowany to Pagani Zonda F, McLarenem F1, Ferrari F50. Silniki Isdery i Pagani Zondy są oparte na tym samym bloku M 120 – różnią się pojemnością skokową, mocą i rozkładem momentu.
- Isdera Silver Arrow C112i

Ostatni potwierdzony pojazd, który został skonstruowany przez tę firmę, wyprodukowany został w 1999 roku.
Nadwozie oparte na Isdera Commendatore 112i z 1993, jest napędzany podstawowym silnikiem V12 o pojemności 6.0L i 408 KM. Prędkość maksymalna jaką zarejestrowano w tym pojeździe wynosi 330 km/h (206 mph).